# وزارة زكريا محيي الدين
وزارة زكريا محيي الدين هي الوزارة الرابعة والثمانون في تاريخ مصر وتشكلت في 1 أكتوبر 1965.:62:63

## أعضاء الحكومة
| الوزارة                                                                      | الوزير                |
| ---------------------------------------------------------------------------- | --------------------- |
| رئيس مجاس الوزراء ووزير الداخلية                                             | زكريا محيي الدين      |
| نائب رئيس مجلس الوزراء للأوقاف والشئون الاجتماعية وشئون الأزهر               | أحمد عبده الشرباصي    |
| نائب رئيس مجلس الوزراء للشئون الخارجية                                       | محمود فوزي            |
| نائب رئيس مجلس الوزراء للشئون المالية والاقتصادية                            | عبد المنعم القيسوني   |
| نائب رئيس مجلس الوزراء للتموين والتجارة الداخلية                             | كمال رمزي إستينو      |
| نائب رئيس مجلس الوزراء للصناعة والثروة المعدنية والكهرباء ووزيرا لها         | مصطفى خليل            |
| نائب رئيس مجلس الوزراء للثقافة والإرشاد القومي والسياحة                      | محمد عبد القادر حاتم  |
| نائب رئيس مجلس الوزراء للزراعة والري ووزيراً للإصلاح الزراعي واستصلاح الأراضي | عبد المحسن أبو النور  |
| نائب رئيس مجلس الوزراء للنقل والمواصلات ووزيراً للمواصلات                     | محمود يونس            |
| الحربية                                                                      | عبد الوهاب البشري     |
| الخارجية                                                                     | محمود رياض            |
| الخزانة                                                                      | نزيه أحمد ضيف         |
| الاقتصاد والتجارة الخارجية والتخطيط                                          | محمد لبيب شقير        |
| التربية والتعليم                                                             | السيد محمد يوسف       |
| الصحة                                                                        | محمد النبوي المهندس   |
| السد العالي                                                                  | محمد صدقي سليمان      |
| العمل                                                                        | محمد عبد اللطيف سلامة |
| الإسكان والمرافق                                                             | محمد عزت سلامة        |
| النقل                                                                        | محمود عبد السلام      |
| الزراعة                                                                      | شفيق علي الخشن        |
| الثقافة                                                                      | سليمان حزين           |
| التعليم العالي                                                               | حسين محمد سعيد        |
| العدل                                                                        | محمد عصام الدين حسونة |
| الري                                                                         | عبد الخالق الشناوي    |
| التموين والتجارة الداخلية                                                    | محمد نور الدين قورة   |
| السياحة والآثار                                                              | عزيز أحمد يس          |
| الإرشاد القومي                                                               | أمين هويدي            |
| الدولة للشباب                                                                | محمد طلعت خيري        |
| الدولة للإدارة المحلية                                                       | أحمد حمدي أحمد عبيد   |
| الدولة                                                                       | شعراوي جمعة           |
| الدولة                                                                       | عبد الفتاح حسن        |

## تعديلات
- في 5 فبراير 1966: أسندت إلى عبد الفتاح حسن مهام وزارة شئون الأزهر